# Savary (Flugzeug)
Der Savary-Doppeldecker war ein sehr früher französischer Flugzeugentwurf, der unter anderem auch als Militärflugzeug Verwendung fand.
Die Firma Savary gehörte zu den französischen Flugzeugwerken, die schon vor dem Ersten Weltkrieg Flugzeuge für das Militär bauten. Der ab 1908 gebaute Savary-Doppeldecker nutzte erstmals keine Verwindung der Flügel mehr, sondern Querruder. Ungewöhnlich war auch die Anordnung der Seitenruder zwischen den Flügeln. Für den Rumpf hatte man auf die in der damaligen Zeit übliche Gitterschwanzkonstruktion zurückgegriffen. Für den Antrieb orientierte man sich an den amerikanischen Wright-Entwürfen, indem ein in der Mitte liegender Motor zwei seitliche Propeller antrieb.

## Technische Daten
| Kenngröße             | Daten                                                                           |
| --------------------- | ------------------------------------------------------------------------------- |
| Besatzung             | 2–3                                                                             |
| Spannweite            | 19,00 m                                                                         |
| Länge                 | 12,00 m                                                                         |
| Höhe                  |                                                                                 |
| Flügelfläche          | 68,00 m²                                                                        |
| Leermasse             | 600 kg                                                                          |
| Startmasse            | 1050 kg                                                                         |
| Antrieb               | ein luftgekühlter 7-Zylinder-Umlaufmotor Gnome, 85 PS (ca. 60 kW) Startleistung |
| Höchstgeschwindigkeit | 75 km/h                                                                         |
| Marschgeschwindigkeit | 65 km/h                                                                         |
| Dienstgipfelhöhe      |                                                                                 |
| Reichweite            |                                                                                 |
| Bewaffnung            |                                                                                 |